# Amt Schafflund
Das Amt Schafflund ist ein Amt im Kreis Schleswig-Flensburg in Schleswig-Holstein. Der Verwaltungssitz ist in Schafflund.

## Geschichte
Im Zuge der Schleswig-Holsteinischen Gebietsreform Anfang der 1970er Jahre wurde das damals zum Kreis Südtondern gehörige Amt Medelby aufgelöst. Die sechs zugehörigen Gemeinden wurden 1970 Teil des Amtes Schafflund im damaligen Kreis Flensburg-Land, welcher 1974 im neugegründeten Kreis Schleswig-Flensburg aufging.

## Amtsangehörige Gemeinden
| 1. Böxlund 2. Großenwiehe 3. Hörup 4. Holt 5. Jardelund | 1. Lindewitt 2. Medelby 3. Meyn 4. Nordhackstedt | 1. Osterby 2. Schafflund 3. Wallsbüll 4. Weesby |